# Evento climatico 8,2 ka BP

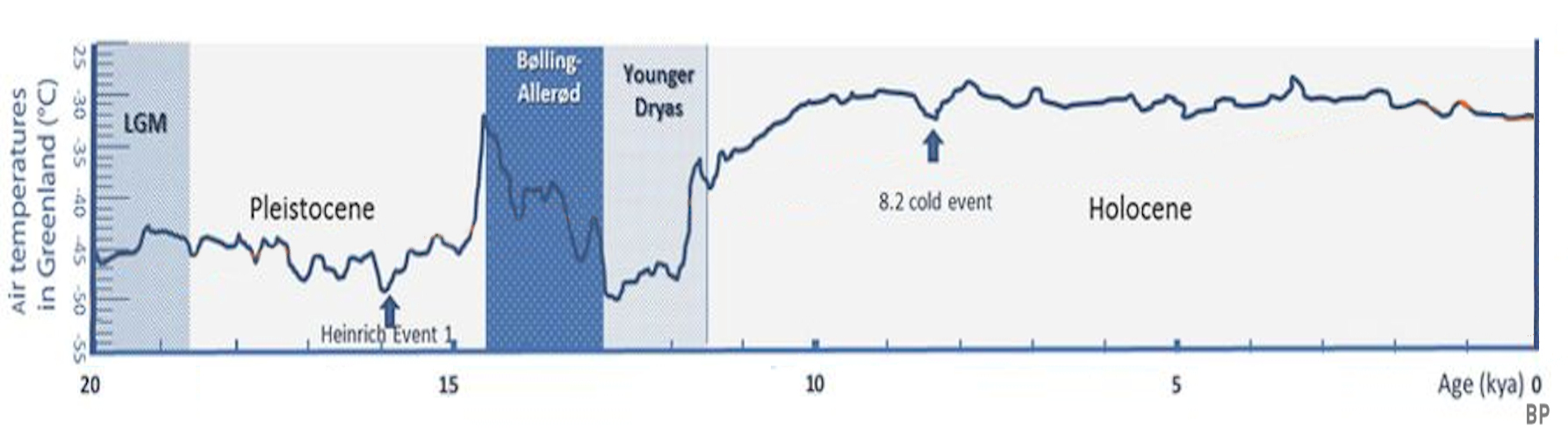
Evoluzione delle temperature nel periodo post-glaciale dopo l'ultimo massimo glaciale (LGM), secondo le carote di ghiaccio della Groenlandia. L'evento di 8,2 ka BP appare come una discontinuità nel caldo periodo Olocene.

Temperatura ricostruita relativa alla Groenlandia centrale. L'evento di 8,2 ka BP è identificato come un minimo di temperatura.

L'evento climatico di 8,2 ka BP (dove "ka" è l'unità di misura del millennio e "BP" è un'abbreviazione che significa per convenzione "prima del 1950") è stato uno degli eventi climatici più gravi dell'Olocene. Avvenuto circa 8200 anni fa (ossia verso il 6250 a.C.), l'evento 8,2 ka indica una fase in cui clima ha registrato un'improvvisa diminuzione delle temperature globali. L'evento stesso definisce l'inizio dell'età nordgrippiana. Più mite rispetto al Dryas recente, ma più grave della Piccola era glaciale successiva, il raffreddamento di 8,2 ka BP costituisce un'eccezione significativa alle tendenze generali dell'optimum climatico dell'Olocene. Durante l'evento, la concentrazione atmosferica di metano è diminuita di 80 ppb, con una riduzione delle emissioni del 15%, portando sia un raffreddamento che un'aridificazione.

## Storia
Un rapido raffreddamento intorno al 6200 a.C. fu identificato per la prima volta dal botanico svizzero Heinrich Zoller nel 1960. Chiamò l'evento "oscillazione Misox" (dalla Val Mesolcina). In Norvegia, è anche conosciuto come "evento Finse". Bond e colleghi hanno suggerito nel 1997 che l'origine dell'evento climatico 8,2 ka BP sia legata a un ciclo climatico di 1500 anni e che si correla con l'evento Bond 5.
Nella regione del Nord Atlantico, il fenomeno climatico si ritrova nelle carote di ghiaccio della Groenlandia e nei depositi sedimentari e di altro tipo. Questo periodo di raffreddamento è stato riscontrato principalmente nell'Atlantico settentrionale, ma un certo numero di osservazioni indica che il fenomeno fosse più diffuso: benché i dati paleoclimatici dell'emisfero meridionale non rivelino distintamente l'anomalia climatica associata all'evento di 8,2 ka BP, indizi più tenui testimoniano di un aumento delle precipitazioni legato alla crescita del livello delle acque compatibile con un raffreddamento su larga scala Gli effetti dell'improvviso calo della temperatura hanno avuto ripercusisoni globali e sono particolarmente notabili nelle variazioni del livello del mare.

## Un raffreddamento globale
Il raffreddamento globale di 8,2 ka BP potrebbe essere stato causato da un enorme apporto di acqua di disgelo proveniente dal collasso finale della calotta glaciale Laurentide nell'America nord-occidentale, quando i laghi glaciali Ojibway e Agassiz si sono improvvisamente riversati nell'Oceano Atlantico settentrionale. Lo stesso tipo di evento ha prodotto le inondazioni del Missoula che hanno formato le Channeled Scablands del bacino del fiume Columbia. L'apporto massiccio di acqua di disgelo potrebbe aver influenzato la circolazione termoalina del Nord Atlantico, riducendo il trasporto di calore verso nord e causando un significativo raffreddamento dell'oceano. Le stime sul raffreddamento variano e dipendono in qualche modo dall'interpretazione dei dati; le ipotesi indicano un abbassamento della temperatura della superficie marina da 1 °C fino a  5 °C. In Groenlandia, si calcola che l'evento sia iniziato nel 8175 BP, con un raffreddamento di 3,3 °C in meno di 20 anni (media decennale). Carotaggi perforati in un'antica barriera corallina dell'Indonesia indicano che il raffreddamento sia stato di 3 °C. Il periodo più freddo dell'evento è durato circa 60 anni, mentre l'intera durata del periodo di freddo è stata di circa 150 anni. L'evento ha anche causato un calo globale di CO 2 di circa 25 ppm in circa 300 anni.

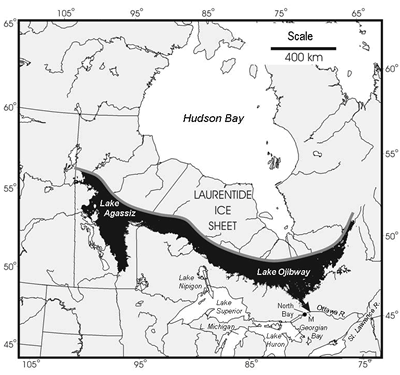
Il sistema dei laghi Agassis e Ojibway sotto la calotta glaciare laurentide verso il 7900 BP.

Il raffreddamento del Nord Atlantico si è probabilmente sovrapposto a un episodio più lungo di abbassamento delle temperature durato fino a 600 anni; in quest'ottica, l'evento 8,2 ka è stato solo un episodio che ha contribuito al raffreddamento climatico nel suo insieme.

### Aumento del livello del mare
L'apporto iniziale di acqua di disgelo ha causato tra 0.5 e 4 m di innalzamento del livello del mare. Sulla base dei dati relativi al delta del Mississippi, la fine dello svuotamento dei laghi Agassiz e Ojibway è avvenuta tra 8,31 e 8,18 ka BP e vi risulta un innalzamento del livello del mare da 0,8 a 2,2 m. I dati sul livello del mare nel delta del Reno-Mosa indicano un aumento quasi istantaneo dai 2 ai 4 m avvenuto fra 8,54 e 8,2 ka BP, oltre all'innalzamento post-glaciale del livello del mare.
L'aumento del livello del mare dovuto all'apporto di acqua di disgelo è stato registrato molto lontano dal Nord Atlantico. La gravità e gli effetti di rimbalzo associati allo spostamento delle masse d'acqua hanno fatto sì che la variazione del livello del mare è stato minore nelle aree più vicine alla Baia di Hudson, mentre zone più lontane, come il delta del Mississippi, l'Europa nordoccidentale o le coste sudamericane hanno registrato un innalzamento superiore alla media globale. Il periodo di freddo di 8,2 ka BP rappresenta, tutto sommato, una variazione climatica temporanea, ma l'innalzamento del livello del mare a causa dello svuotamento dei laghi della Laurentide ne costituisce un effetto permanente.
Nel 2003, l'Office of Net Assessment (ONA) del Dipartimento della Difesa degli Stati Uniti è stato incaricato di produrre uno studio sugli effetti probabili e potenziali di un cambiamento climatico contemporaneo. Lo studio, condotto sotto la direzione di Andrew Marshall, ha generato il suo modello di cambiamento climatico prospettico sull'evento di 8,2 ka BP, proprio perché è stato considerato un evento intermedio tra il Dryas recente e la più mite Piccola era glaciale.

## Conseguenze della crisi climatica

### Nordafrica e Mesopotamia
Condizioni climatiche più asciutte erano presenti in Nord Africa, mentre l'Africa orientale contava già cinque secoli di siccità intensa. In Asia occidentale, in particolare in Mesopotamia, l'evento di 8,2 ka BP ha costituito al tempo stesso un episodio di aridificazione e di raffreddamento durato 300 anni, che potrebbe aver fornito l'impulso per la genesi dell'agricoltura irrigua mesopotamica e l'eccesso di produzione alimentare, che erano essenziali per la formazione delle prime classi e della vita urbana. Tuttavia, cambiamenti societari durati secoli sono difficili da collegare specificamente a quest'evento improvviso durato circa 100 anni in Medio Oriente.
Vi sono diverse prove archeologiche, come a Tell Sabi Abyad in Siria, dove si osservano significativi cambiamenti culturali attorno al 6200 a.C. in un insediamento che non fu abbandonato dalla sua popolazione durante l'evento 8,2 ka BP.

### Europa settentrionale
Nella Scozia occidentale, l'evento di 8,2 ka BP ha coinciso con una drastica riduzione della popolazione mesolitica.

### Asia
In Asia l'evento climatico 8,2 ka BP ha avuto conseguenze sulla piovosità nel subcontinente indiano, dove il monsone estivo perse di forza. Un clima più arido viene riscontrato anche nel Bacino del Tarim, il più grande bacino endoreico al mondo. Le foreste della penisola coreana diminuirono di conseguenza. Dai dati sulla presenza di polline, ci vollero 400 anni circa all'ecosistema coreano per recuperare dalle conseguenze dell'evento climatico.
Nel sud-est asiatico, nel golfo del Siam, il livello del mare scese in corrispondenza con l'evento 8.2 ka. I dati palinologici e sedimentologici indicano un incremento del ruscellamento, dovuto forse a un aumento della forza del monsone invernale, il che produsse una forte erosione e, finalmente, un aumento del livello del mare dopo il 8100 BP.